# Mats Dagerlind
Mats Dagerlind, född 29 maj 1958, är en svensk journalist, politisk chefredaktör och ansvarig utgivare av nättidningen Samhällsnytt.
Dagerlinds journalistiska karriär började som skribent på bloggen Politiskt Inkorrekt och efter dess nedläggning den 31 oktober 2011 fortsatte han som redaktör för den samma år nystartade nättidningen Avpixlat. Efter Avpixlats nedläggning den 30 augusti 2017 blev han samma dag redaktör och ansvarig utgivare för den nystartade Samhällsnytt. 
Dagerlind har ett flertal domar mot sig för förtal och grovt förtal.
Utöver sitt journalistiska arbete är han egenföretagare som översättare inom data och IT. Han är även verksam som förläggare, musiker, ljudtekniker och musikproducent.